# 阿爾伯特·海恩超市

舊的 Albert Heijn 商標（1965年至2006年）

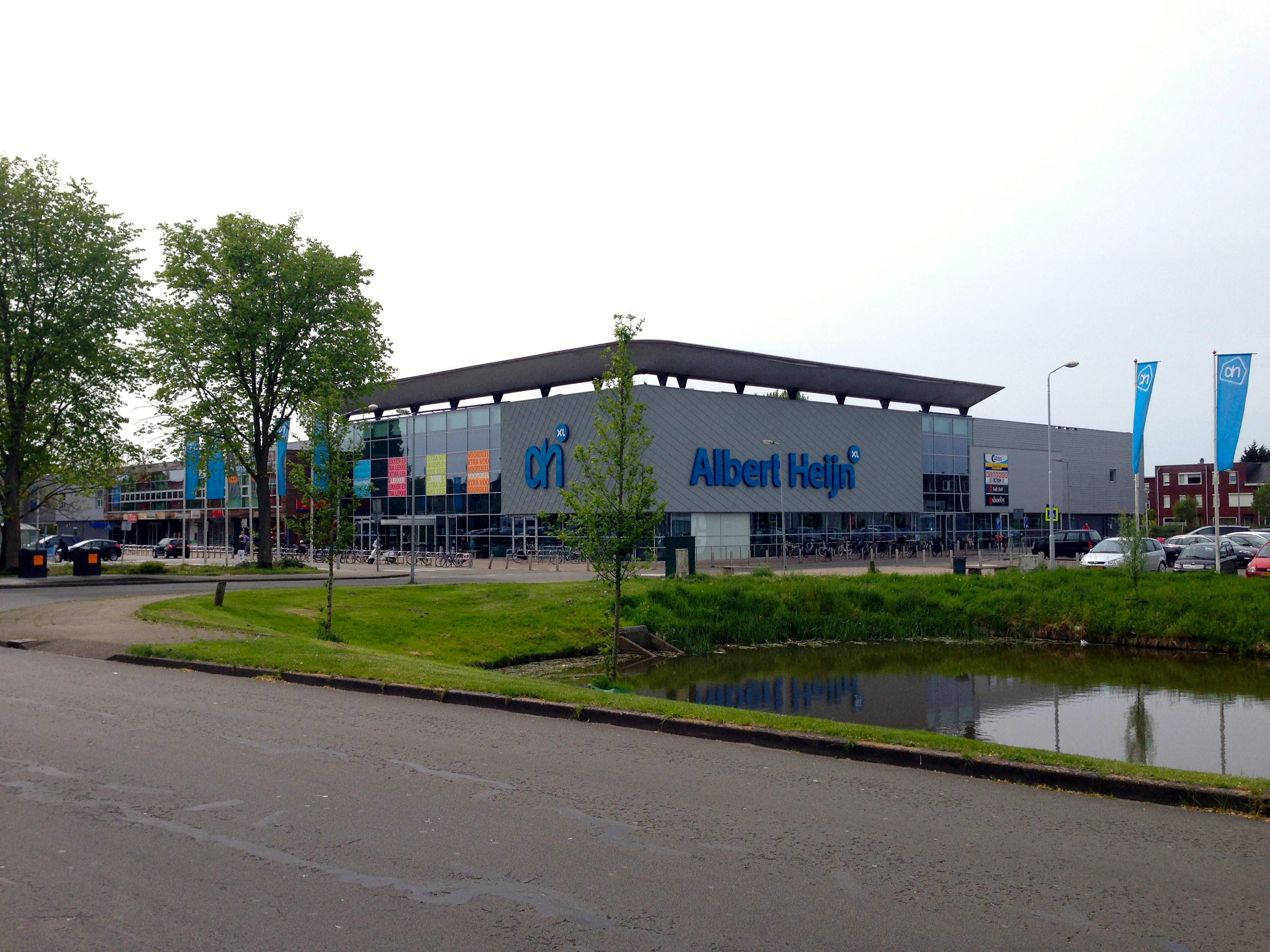
阿尔克马尔的 Albert Heijn 大型商店

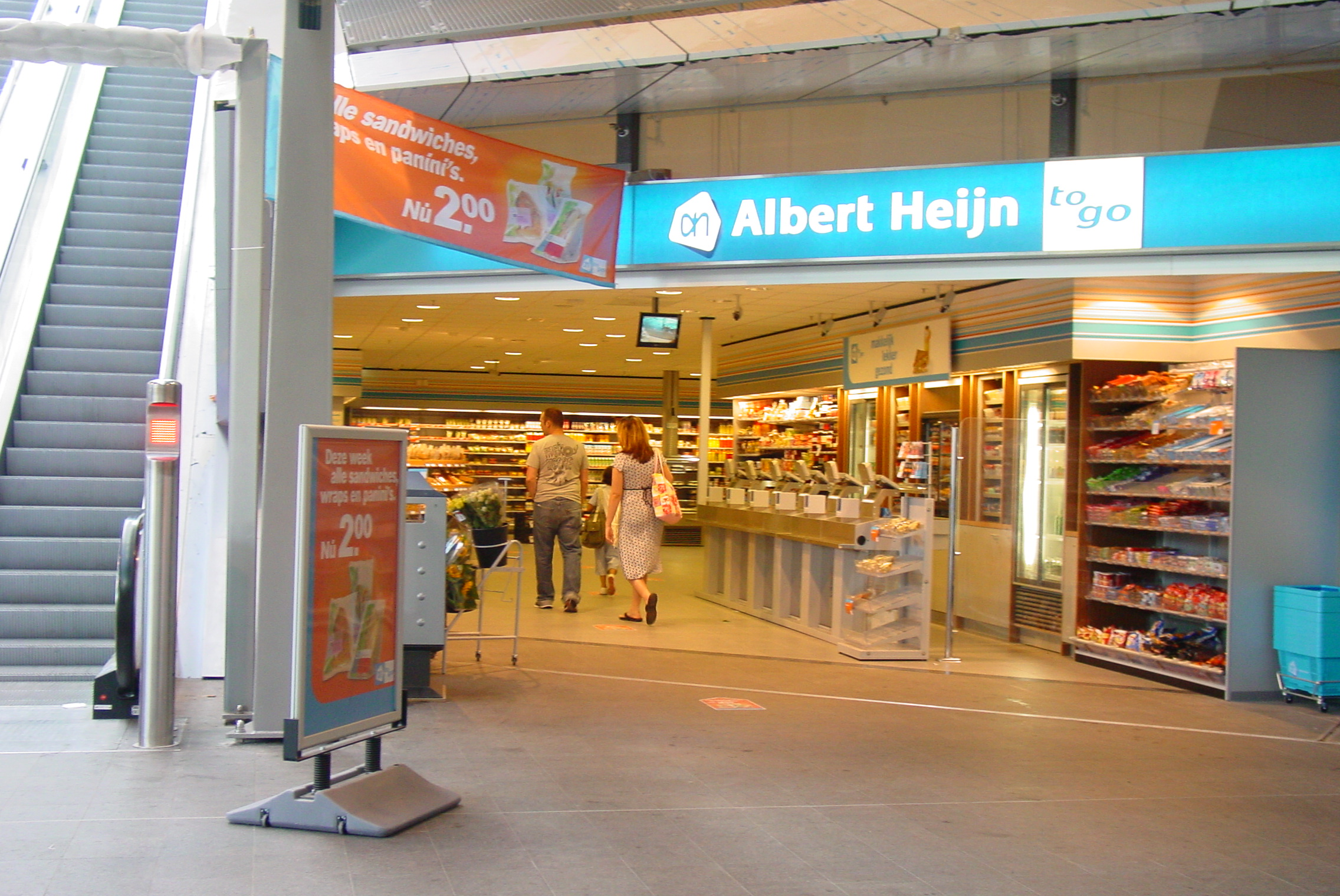
阿姆斯特丹 Bijlmer ArenA 車站的 Albert Heijn To Go 便利商店

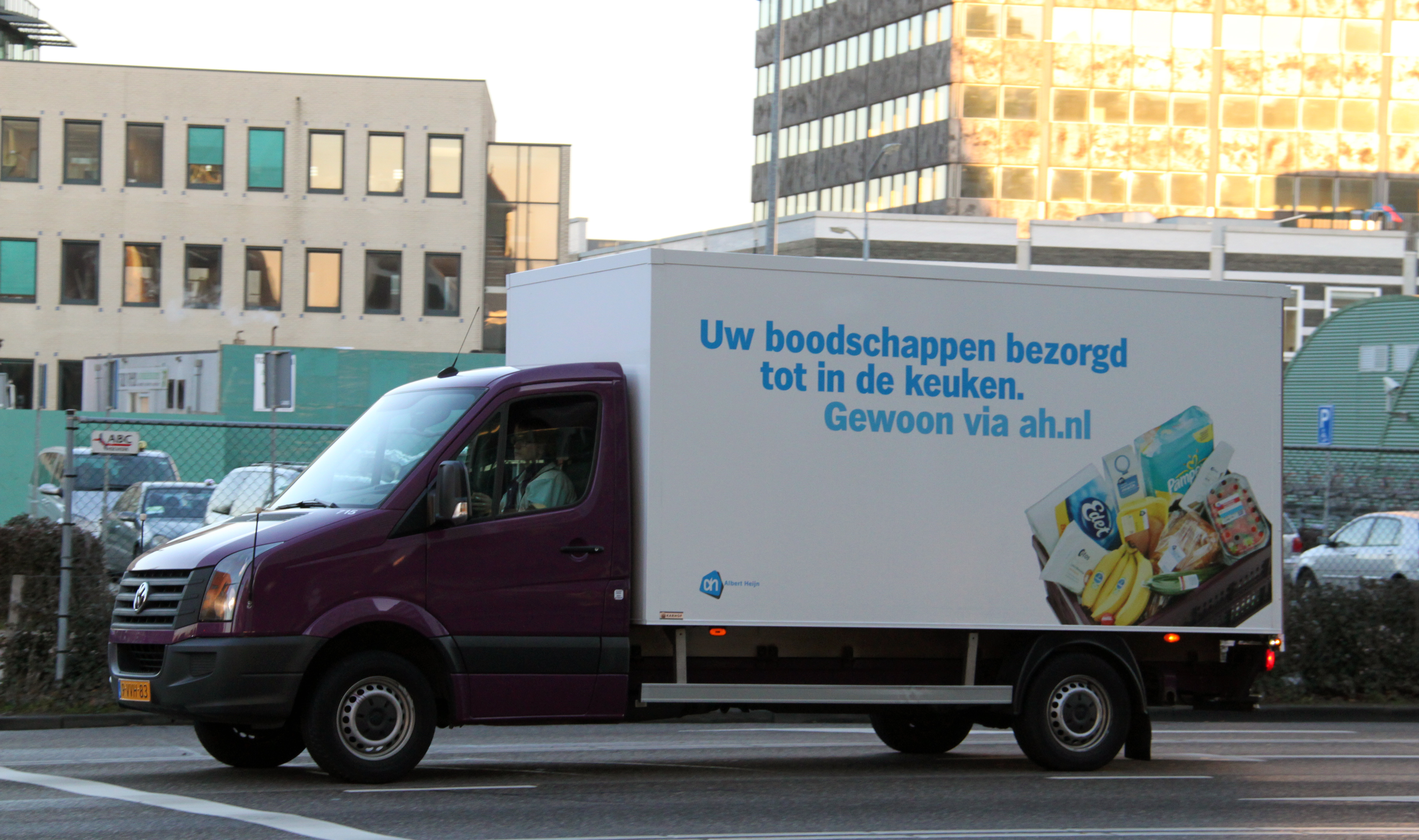
赞丹的 Albert Heijn 送貨卡車

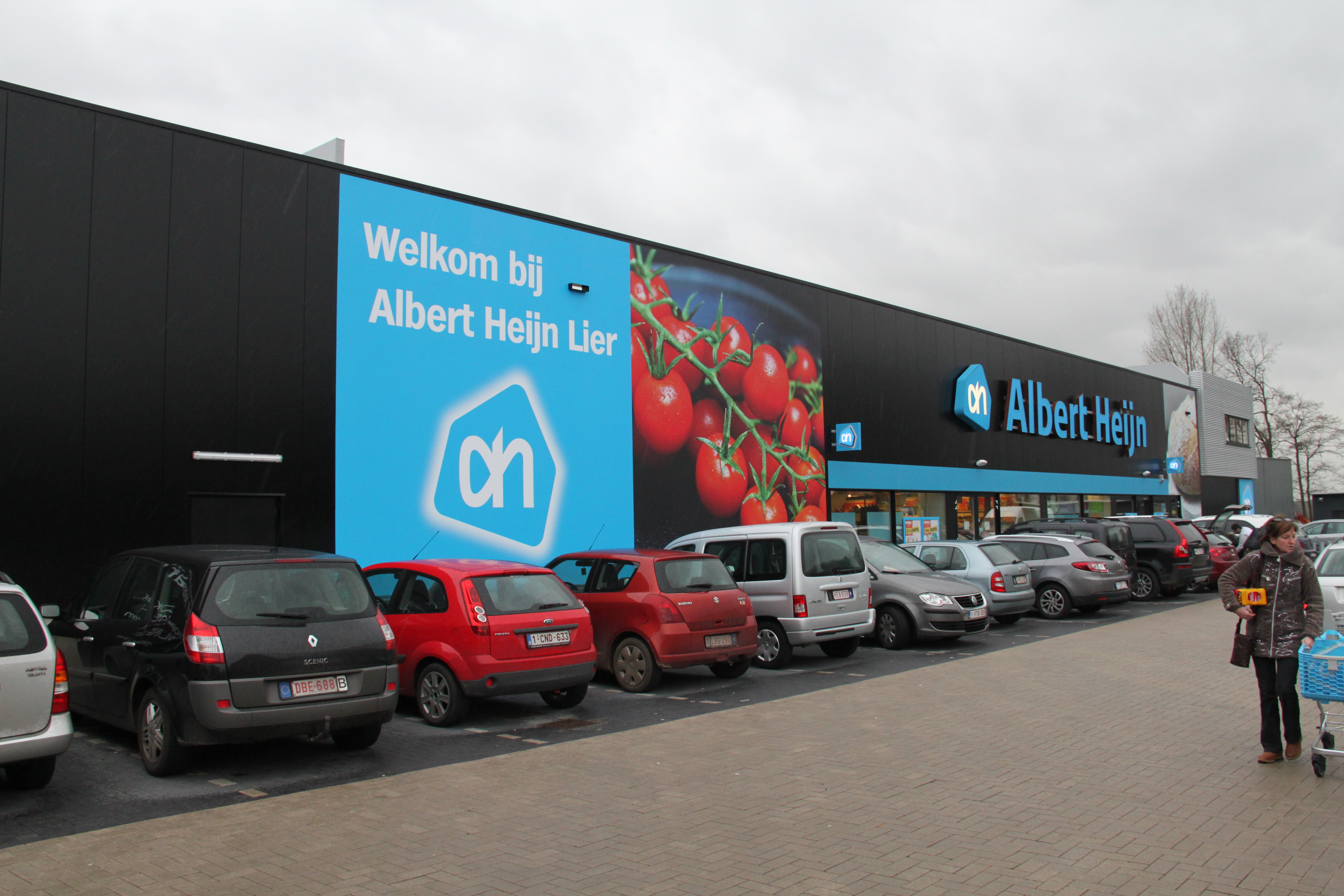
比利时里尔的 Albert Heijn 商店

Albert Heijn B.V. 是荷蘭最大、最著名的連鎖超市，於1887年在荷蘭奧斯特贊成立。 它是以創辦人 Albert Heijn Sr. 的名字命名。

## 歷史
Albert Heijn 是荷蘭零售商皇家阿霍德最早創立的零售品牌。公司創辦人於1865年出生，1952年開設了自助商店。
Albert Heijn 在荷蘭、比利時、古拉索和阿魯巴被視為是較昂貴的超市，但是在2003年起至2006年，幾乎所有的荷蘭超市都參與了價格戰，因此商品變得比較便宜。 
2018年8月，Albert Heijn 開設了素食結帳櫃檯。  

## 特殊店舖型態
除了典型的 Albert Heijn 超市店舖，Albert Heijn 也開設多種特殊類型店舖。

### Albert Heijn To Go
這是便利商店類型的店舖，多開設在車站等交通繁忙處，店舖規模較小，主要提供旅客方便攜帶的食物和飲料。

### Albert Heijn XL
這是較大型的的店舖，貨品較齊全，通常開設在郊區。

### Albert Heijn 線上商店
提供客人透過 ah.nl （页面存档备份，存于） 或 AH App 訂購並於約定時間宅配商品到家。

## 批評
2019年11月，多家新聞媒體報導，這家商店要求員工穿著內褲或其他緊身服裝拍照，以量測制服的尺碼。 位於奈梅亨的一家分店將參與這項計畫，用來測試一個手機應用程式，並計劃於之後擴大到其他1000家分店。  

## 重要人物
- 阿尔伯特·海恩（Albert Heijn, 1865–1945）是 Albert Heijn 商店的創辦人。
- 他的孫子艾伯特·海恩（Albert Heijn, 1927–2011）是皇家阿霍德的創辦人。
- 他的兄弟杰里特·扬·海恩 （Gerrit Jan Heijn, 1931-1987），也是皇家阿霍德的高階管理人员，在1987年不幸被绑架後殺害。他的故事在2004年成為電影 The Clearing 的題材。

## 外部連結
- 荷蘭官方網站 （页面存档备份，存于）（荷蘭文）
- 比利時官方網站 （页面存档备份，存于）（荷蘭文）
- 古拉索官方網站 （页面存档备份，存于）（荷蘭文）